# Prince Alwaleed bin Talal Center for Muslim-Christian Understanding
Das Prince Alwaleed bin Talal Center for Muslim-Christian Understanding (“Prinz-al-Walid-bin-Talal-Zentrum für muslimisch-christliche Verständigung”; Abk. ACMCU) ist eine Institution für interreligiösen Dialog in der amerikanischen Hauptstadt Washington, D.C., die eine wichtige und repräsentative Institution für den muslimisch-christlichen Dialog darstellt.

## Geschichte
Das Zentrum wurde 1993 an der renommierten, nach dem jesuitischen Priester Edmund A. Walsh (1885–1956) benannten School of Foreign Service als Center for Muslim-Christian Understanding („Zentrum für muslimisch-christliche Verständigung“; Abk. CMCU) an der Georgetown University – der ältesten römisch-katholischen, von Jesuiten geleiteten, Universität in den USA – gegründet nach einer Vereinbarung (agreement) zwischen der Fondation pour l'entente entre Chrétiens et Musulmans (Genf) und der Georgetown University, um stärkere Brücken des Verständnisses zwischen der muslimischen Welt und dem Westen sowie zwischen dem Islam und dem Christentum zu bauen. 

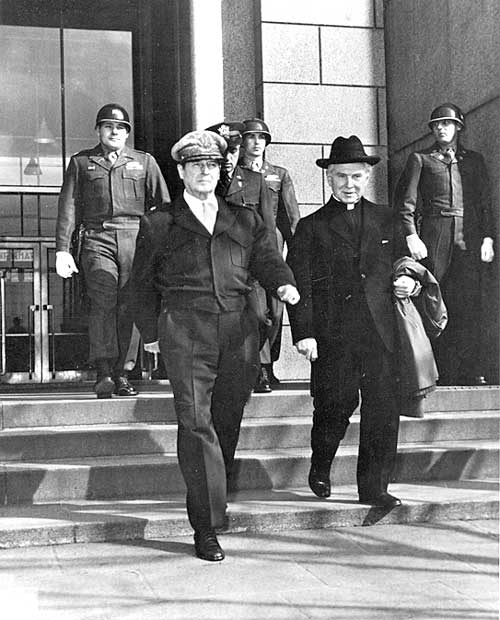
Pater Walsh mit General Douglas MacArthur in Tokio, 1948

 Zu den Zielen des Zentrums zählen nach eigenen Angaben, die Beziehungen zwischen der muslimischen Welt und dem Westen zu verbessern und das Verständnis der Muslime im Westen zu verbessern, wobei der geografische Umfang und die Reichweite des Zentrums die ganze Breite der muslimischen Welt umfasst, von Nordafrika bis Südostasien sowie Europa und Amerika.
Der von der Jesuitenhochschule College of the Holy Cross nach Georgetown umgezogene, wissenschaftlich in die Kritik geratene US-amerikanische Akademiker John L. Esposito war der Gründungsdirektor des Zentrums, sein derzeitiger Direktor ist Jonathan A.C. Brown.
Nach einer 20-Millionen-Dollar-Spende von al-Walid ibn Talal Al Saud (geb. 1955) im Dezember 2005 wurde das Center for Muslim-Christian Understanding (CMCU) nach dem saudi-arabischen Prinzen und Multimilliardär umbenannt. Bin Talal gab gleichzeitig 20 Millionen Dollar an das interdisziplinäre Islamic studies program der Harvard University und 15 Millionen, um amerikanische Studienprogramme an der Amerikanischen Universität in Beirut und der Amerikanischen Universität in Kairo einzurichten. Das Wall Street Journal bemängelte daraufhin das Fehlen eines Zentrums für muslimisch-christliche Verständigung in Saudi-Arabien. 2008 stellte der Republikaner und Mitglied des Repräsentantenhauses Frank Wolf bezüglich der Spende des Prinzen die Frage, ob das Zentrum jemals kritisch mit der saudischen Regierung umgegangen sei.
Zum forschenden Personal des Zentrums gehören (Stand: 18. Mai 2017): Jonathan A.C. Brown (Direktor), John L. Esposito (Gründungsdirektor), John O. Voll, Yvonne Haddad, Tamara Sonn, Engy Abdelkader, Norbani Ismail (Malaysia Chair of Islam in Southeast Asia) und Ayman Shabana (School of Foreign Service in Qatar, Affiliate).
Weitere am Zentrum forschende Persönlichkeiten sind bzw. waren unter anderem Sadig Malki Margot Badran und Natana J. DeLong-Bas.
Zusammen mit dem BMW Center for German and European Studies (CGES) und anderen zählte das Zentrum zu den Sponsoren der Konferenz „The New Religious Pluralism and Democracy“ an der Georgetown University im April 2005.
Das Zentrum gibt zusammen mit dem Centre for the Study of Islam and Christian-Muslim Relations (CSICMR) an der Birmingham University (Vereinigtes Königreich) die Zeitschrift Islam and Christian-Muslim Relations („Islam und christlich-muslimische Beziehungen“) heraus.
Mit dem in den USA erstmals verliehenen Preis für sein Lebenswerk im Dienst der Muslimisch-Christlichen Verständigung des Zentrums wurde 2008 der katholische Theologe und Kirchenkritiker Hans Küng ausgezeichnet.

## The 500 Most Influential Muslims
Seit 2009 geben das Prince Al-Waleed Bin Talaal Center und das Royal Islamic Strategic Studies Centre von Jordanien in Amman unter dem Titel The 500 Most Influential Muslims jährlich eine Liste der 500 einflussreichsten Muslime heraus (online verfügbar). Die erste Ausgabe wurde von John L. Esposito zusammen mit dem türkischen islamischen Theologen und Präsidentensprecher und -berater İbrahim Kalın herausgegeben. In der Liste sind im Vergleich zu den stärker islamisch geprägten Ländern überproportional viele Vertreter des Islams in den Vereinigten Staaten aufgeführt. In neuerer Zeit wird es von Abdallah Schleifer herausgegeben.

## Direktoren

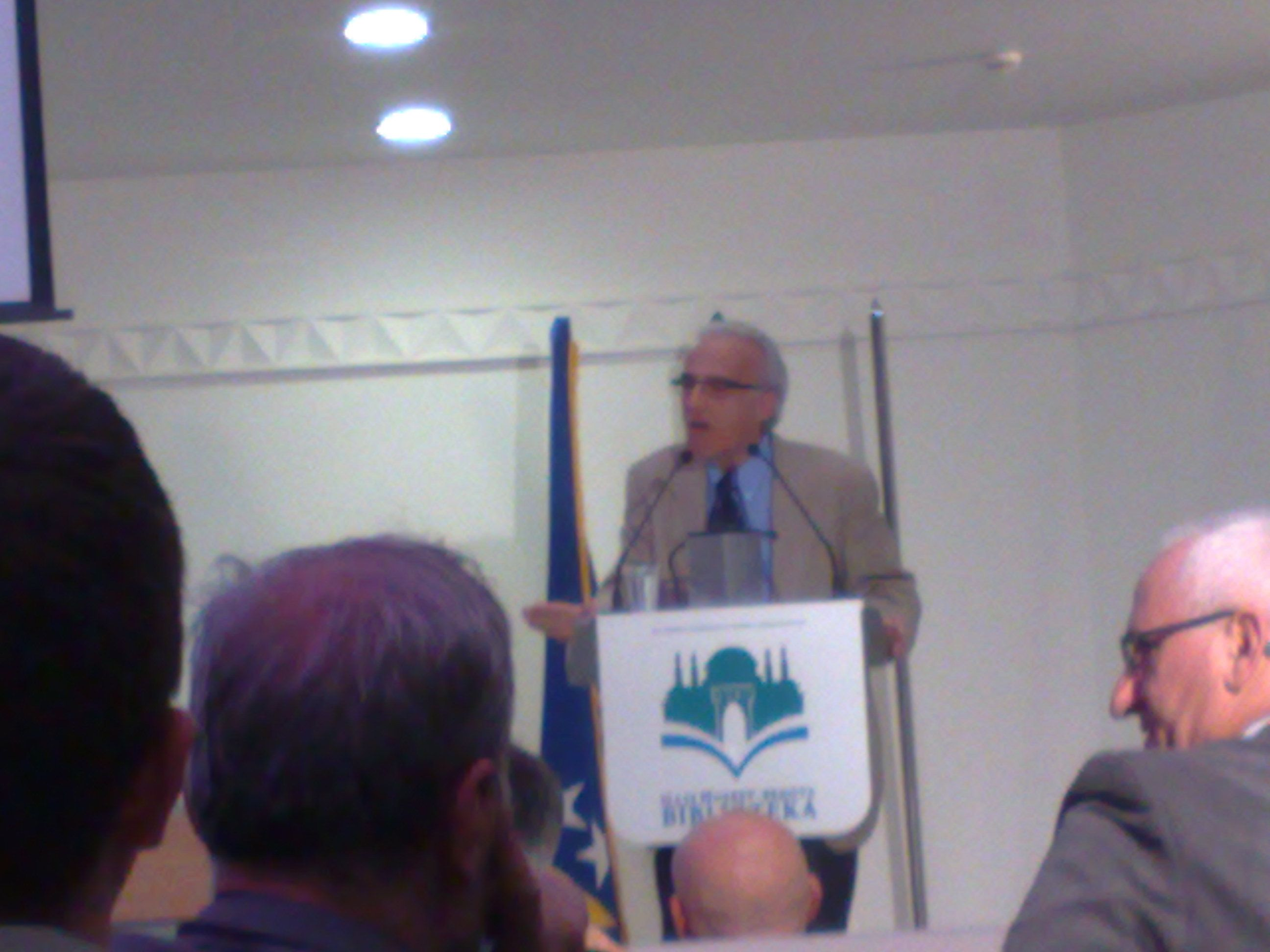
John L. Esposito in Sarajevo, Oktober 2013

- John L. Esposito (Gründungsdirektor)
- John O. Voll
- Jonathan A.C. Brown